# عدالة جنائية

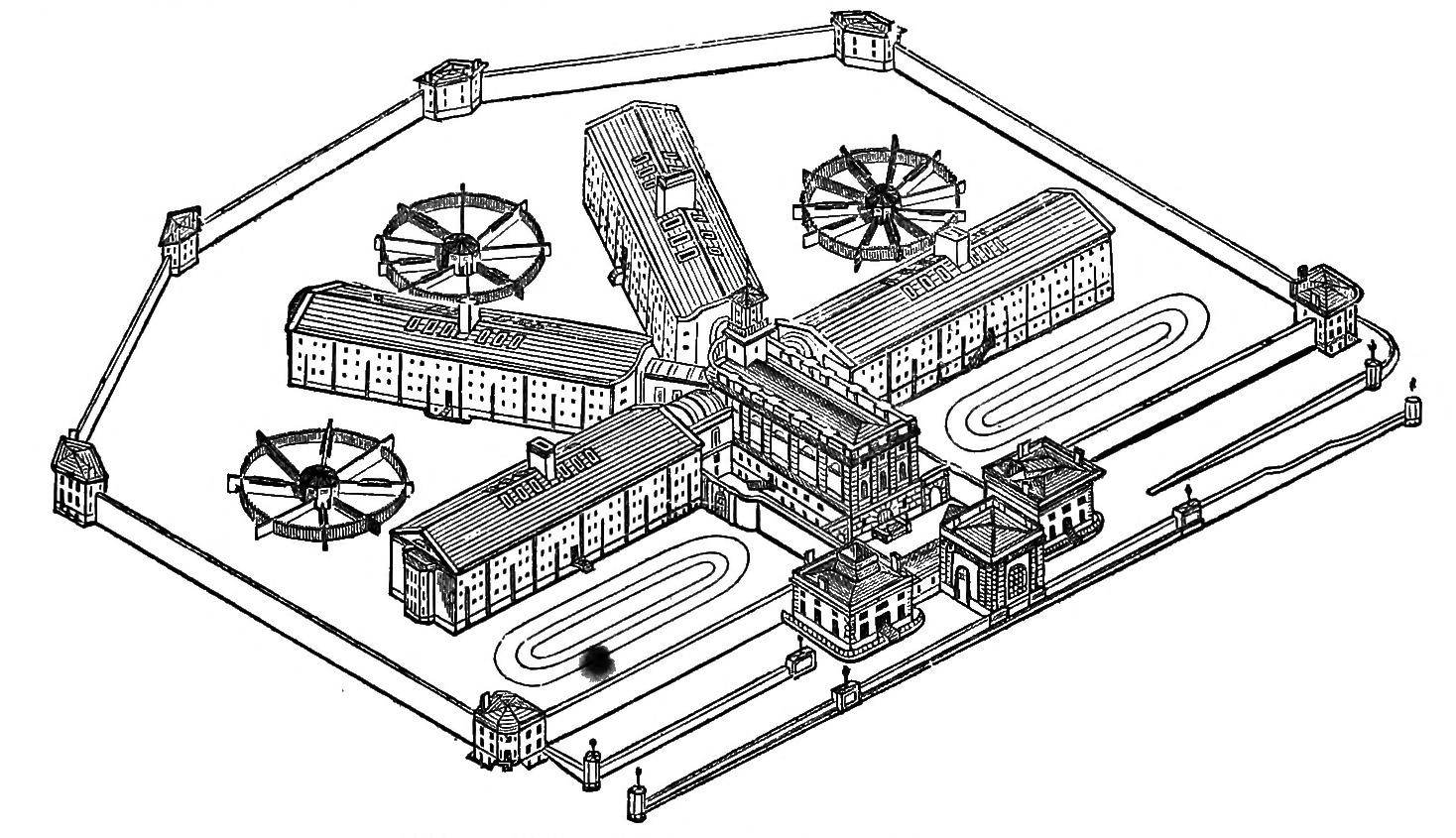

العدالة الجنائية هي نظام من الممارسات والمؤسسات للحكومات التي تستهدف دعم الرقابة الاجتماعية وردع وتخفيف الجرائم ومعاقبة المنتهكين للنظام مع عقوبات جنائية مع إعادة التأهيل؛ وكذلك فإن للمشتبه بهم في ارتكاب جريمة ما لهم حق المطالبة بالحماية ضد إساءة استعمال سلطات التحقيق والملاحقة القانونية.

## الأهداف
في الولايات المتحدة، هدفت اللجنة الرئاسيه عام 1967 لتحقيق سياسة العدالة الجنائية وتنفيذ القوانين وإقامة العدل، التي أصدرت التقرير بفتح آفاقا جديدة «تحدي الجريمة في مجتمع حر». قدم هذا التقرير أكثر من 200 توصيه كجزء من نهج شامل تجاه منع ومكافحة الجريمة. وجدت بعض من تلك التوصيات طريقها إلى التحكم بالجريمة الجامع وقانون الشوارع الآمنة لعام 1968. دعت اللجنة إلى «تنظيم» نهج العدالة الجنائية، مع تحسين التنسيق بين أجهزة إنفاذ القانون والمحاكم والوكالات الإصلاحية. وتعرف اللجنة الرئاسية نظام العدالة الجنائية كوسيلة للمجتمع بانه «فرض معايير السلوك اللازمة ل حماية الأفراد والمجتمع.»
يهدف نظام العدالة الجنائية في إنكلترا وويلز إلى «الحد من الجريمة من خلال جلب أكبر عدد من المجرمين إلى العدالة، وزيادة ثقة الشعب بأن النظام عادل وسيخدم المواطن الملتزم بالقانون» ، أما في كندا فيهدف نظام العدالة الجنائية إلى تحقيق التوازن بين أهداف مكافحة الجريمة والوقاية منها، والعدالة (الإنصاف، العدالة، حماية الحقوق الفردية) ، وفي السويد فالهدف الأسمى لنظام العدالة الجنائية هو الحد من الجريمة وزيادة الأمن للشعب، وعموما فإن العدالة الجنائية تلعب دورا كبيرا في المجتمع ككل في أي مكان.

## القانون
القانون هو نظام يتكون من القواعد التي تطبق عادة خلال مجموعة من المؤسسات، والغرض منه هو توفير مجموعة من القواعد العينية لحكم السلوك والحفاظ على النظام في المجتمع.
أقدم قانون معروف ومدون هو رمز «أور نامو» وقد كتب في اللغة السومرية تقريبا في 2100-2050 قبل الميلاد وتنسب القوانين مباشرة إلى ملك«أور» الملك «أور نامو»؛ ففي مناطق مختلفة من هذا العالم يمكن للقانون أن ينشأ بواسطة الفلاسفة أو الدين، أما في العالم الحديث فعادة ما تكون القوانين قد وضعت ونفذت بواسطة الحكومات؛ وهذه القوانين المجموعة قد تتعايش أو تتعارض مع غيرها من أشكال السيطرة الاجتماعية، مثل المحظورات الدينية والقواعد المهنية والأخلاق، أو الأعراف والعادات الثقافية للمجتمع.
ضمن حقل القانون عموما، هنالك شكلين من القانون الذي تهتم به المحاكم، القوانين المدنية وهي القواعد والضوابط التي تحكم المعاملات والمظالم بين المواطنين والأفراد، والقوانين الجنائية وهي التي تهتم بالأحداث الخطرة والضارة على المجتمع ككل، والتي تتبعها النيابة العامة وليس من قبل فرد بل من قبل الدولة في المقاضاة، الغرض من القضايا الجنائيه هو توفير تعاريف معينة عن ما تشمله الجريمة ووصف للعقوبات للذين قامو بها أو بفعل مماثل لها. القضايا الجنائيه لا تصلح مالم تحتوي على هذه العوامل.
الموضوع «عدالة الجرائم»، طبعا، يهتم بدايةً بتطبيق القوانين الجنائية.

## نظام العدالة الجنائي

### التعريف
يتكون نظام العدالة الجنائي من ثلاثة أقسام رئيسية:
1- التشريعي (خلق القوانين) 2- القضائي (المحاكم) 3- التأديبي (السجون، الحبس، المراقبة والإفراج المشروط)
في نظام العدالة الجنائي تعمل هذه الوسائل المتميزة معاً على حدٍ سواء تحت سيادة القانون واعتبارها الوسيلة الرئيسية للمحافظة على سيادة القانون في المجتمع..
من قانون الإجراءات (6)a وغرض المادة (6) 8 من قانون الاستئناف الجنائي لعام 1995م والقسم (194A(6
من الإجراءات الجنائية في اسكتلندا عام 1995م يتضمن نظام العدالة الجنائي على وجه الخصوص التحقيق في الجرائم والتعامل مع المجرمين.

### الشرطة
عادةً مايكون أول اتصال للجاني مع نظام العدالة الجنائي يكون مع الشرطة أو (السلطة التنفيذية) التي تقوم بالتحقيق في مخالفات المشتبه بهم وإجراءات التوقيف، ولكن إذا كان المشتبه به يشكل خطراً قومياً يتم استدعاء وكالة تنفيذ القانون على المستوى الوطني هذه الوكالة وضباط الشرطة مخولون باستخدام القوة عندما يقتضي الأمر ذلك وغيرها من أشكال الإجبار القانوني ووسائل إحداث النظام العام والاجتماعي. ويرتبط هذا المصطلح مع إدارات الشرطة في الدول التي تسمح لها بممارسة السلطة ضمن منطقة محددة قانونياً وأراضي من مسئوليتها.
وأصل هذه الكلمة جاء من اللاتينية Politia (الإدارة المدنية) وهذه بدورها مشتقة من اليونانية القديمة πόλις پوليس (المدينة) 
تأسست أول قوةٍ للشرطة مشابهة للشرطة في الوقت الحاضر عام 1667م في عهد الملك لويس الرابع عشر في فرنسا بالرغم من أن أصول الشرطة الحديثة تعود إلى عام 1800م، عند إنشاء الشرطة البحرية في لندن، شرطة غلاسكو ونيابولونيك في باريس 
الشرطة هي المسؤول الأول لحفظ السلام وفرض القانون الجنائي. وعلى اساس مهامهم الخاصة واختصاصاتهم القضائية. شكلت في 1908 منظمة تحقيق الفدراليه حيث بدأ مكتب التحقيقات الاتحادي ككيان يمكنه التحقيق وإنفاذ القوانين الاتحادية محددة بوصفها «وكالة تنفيذ القانون» هذه على كل حال. لم تشكل سوى جزء صغير من أنشطة الشرطة. الشرطة لديها مجموعة من الأنشطة في سياقات مختلفة النص ولكن الغالبة المعنية هي صيانة النظام وتوفير الخدمات.

### المحاكم
تخدم المحاكم كمكان لتسوية النزاعات حيث يتم إدارته بعدل وإنصاف. وفيما يتعلق بالعدالة الجنائية، هنالك عدد من الأعضاء الحياديين في أي محكمة. ويشار إلى هؤلاء بمجموعة عمل قاعة المحكمة ويشمل أعضاء محترفين وغير محترفين. ويتألفون من القاضي، المدعي العام ومحامي الدفاع. القاضي أو الحاكم هو شخص منتخب أو معين وهو يكون على دراية بالقانون وتتمثل مهمته في إدارة الإجراءات القانونية وتقديم القرار النهائي للحسم في القضية.
في الولايات المتحدة وفي عدد من الدول النامية، الذنب أو البراءة (بالرغم أن في الولايات المتحدة هيئة المحلفين لا تجد متهم بريء ولكن أيضا ليس بمذنب) تقرر من خلال نظام الخصومة. في هذا النظام كلا من المتخاصمين يعرض وجهة نظره للأحداث ويتجادلان في قضاياهم قبل المحكمة (أحيانا قبل القاضي أو مجموعة من القضاة، أحياناً قبل هيئة المحلفين). القضية يجب أن تحسم لصالح الحزب الذي قدم أكثر الأصوات والجدالات القهرية المبنية على القانون المطبق على حقائق القضية.
المدعي العام أو النائب العام هو المحامي الذي يطلق التهم ضد شخص أو عدة أشخاص أو الكيان الاتحادي وإن من واجب المدعي العام أن يشرح للمحكمة أي نوع من الجرائم قد تم اقترافه وماهية الأدلة التي تدين المتهم بالتفصيل، وكذلك على المدعي العام أن لا يخلط بين المدعي ومحامي المدعي؛ وبالرغم من أن كلاهما يخدم وظيفة تقديم الشكوى أمام المحكمة فالمدعي العام هو مسؤول من قبل الدولة والذي يقدم الاتهامات نيابة عن الحكومة في الإجراءات الجنائية، في حين أن محامي المدعي العام هو الطرف الشاكي في الدعاوي المدنية.
يستشير المتهم محامي الدفاع حول العملية القانونية، مثل الاحكام المحتمل حدوثها والفرص الاسترتيجية للخروج منها. ولدى المتهم الحق في أتخاذ قراره النهائي حول عدة نقاط في غاية الأهمية، بما في ذلك الإدلاء بشهادته أو قبول عرض إدعاء أو المطالبة بمحاكمة بحضور هيئة المحلفين في الحالات المناسبة. ومن واجبات محامي الدفاع أن يقدم لموكله ما في مصلحته، ورفع القضايا الإجرائية والدلالية وإيقاف الدعوى حتى تثبت إدانته دون أدنى شك. ويحق لمحامي الدفاع الاعتراض على أدلة النيابة العامة أو أن يقدم أدلة تبريئية ويجادل بالنيابة عن موكله. وفي المحاكمة يمكن لمحامي الدفاع أن يحاول أن ينقض اتهامات المدعيّ.
في الولايات المتحدة الأمريكية، تقوم الحكومة بتعيين محامي دفاع مدفوع التكاليف للشخص المتهم إذا كان هناك خطر من خسارة حياته أو حريته؛ وأولئك الذين لا يملكون القدرة على دفع تكاليف محام دفاع قد يحصلون على محام من قبل الدولة؛ وتاريخيا فالحق في الحصول على محامي الدفاع لا يحدث دائماً؛ فعلى سبيل المثال في تيودور إنجلترا لايسمح للمجرمين المتهمين بالخيانة بتقديم الحجج للدفاع عنهم؛ وفي العديد من الولايات القضائية لا يوجد حق للحصول على محام دفاع إذا لم يكن هناك خطر من خسارة المتهم لحريته.
يتم إصدار الحكم النهائي إما بإدانة شخص ما أو تبرأته عادة من قبل طرف ثالث، من المفترض أن يكون محايداً. ويمكن أن يقوم بإصدار هذا الحكم إما قاضٍ، أو لجنة من القضاة، أو لجنة محلفين مؤلفة من مواطنين غير متحيزين. وتختلف هذه العملية تبعاً لقوانين كل الولاية. ففي بعض الأماكن تُصدر اللجنة (سواء كانت مؤلفة من قضاة أو هيئة محلفين) قرار بالإجماع، بينما في أماكن أخرى يُكتفى بالحصول على تصويت الأغلبية. في أمريكا، تعتمد هذه العملية على الولاية، ومستوى المحكمة، واتفاقيات بين طرفي الدعوى القضائية. ولا تلجأ بعض الدول الأخرى لهيئة محلفين على الإطلاق، ولا تعتمد على سلطات لاهوتية أو عسكرية لإصدار الأحكام.
بعض القضايا يتم الانتهاء منها بدون الحاجة إلى محاكمه. في الواقع، أغلب القضايا لا يتم اللجوء فيها لمحاكمات. إذا اعترف المتهم بذنبه، هناك بعض الاجراءات البسيطة يتم اتخاذها قبل إصدار الحكم بطريقة سريعه. بعض الأمم، مثل الولايات المتحدة، تسمح بنظام طلب المساومة على العقوبة باعتبار المتهم بأنه مذنب أو غير مذنب وربما قبول برنامج تحويل أو عقوبه مخففه، في حالة كانت قضية الادعاء ضعيفه أو في مقابل تعاون المتهم ضد أشخاص آخرين. هذه العقوبات المخففه في بعض الأحيان تكون مكافأة لتوفير الجهد على الدولة والتي كانت ستبذله لإجراء محاكمات كامله. كثير من الدول والأمم لا تقبل بنظام المساومة على العقوبة، والتي يعتقدون بأنها قد تدفع البرئ للاعتراف بجريمة لم يرتكبها لمجرد الهرب من عقوبه صارمه.
اجراءات المحكمة بكاملها وبغض النظر عن الدولة- محفوفة بالمشاكل وخاضعة للنقد، ويشكل التحيز والتمييز في الوقت الحالي تهديدا للقرارات الموضوعية، وأي تحيز مسبق من قبل المحامين أو القضاة أو أعضاء هيئة المحلفين تهدد مصداقية المحكمة، ويجادل بعض الناس أن القواعد البيزنطية التي تحكم السلوك والاجراءات تقيد قدرة المواطن على المشاركة، وفي هذه الحالة يحلولها إلى معركة بين المحامين وهذا يحد أساسا من العملية القانونية وكاريزما المحامي أكثر من العدالة السلمية، وتظهر هذه المشكلة خاصة عندما يؤدي المحامي أقل من المستوى المطلوب، عملية هيئة المحلفين مجالاً آخر لانتقادات متكررة، كما أن هناك بعض الآليات للوقاية من سوء الحكم أو عدم الكفاءة من جانب المحلفين للشخص العادي، القضاة أنفسهم قد يكونون عرضة للتحيز لأشياء آخرى عادية كطول الوقت مثلا منذ آخر استراحة المحلفين، قد يحدث تلاعب بنظام المحكمة من قبل محامي الدفاع والادعاء، ومنفذي القانون، فضلا عن المدعي عليهم، حيث قد تحرم حالات العدالة.

### الإصلاح
يتم تسليم الجناة إلى السلطة الإصلاحية من قبل نظام المحاكم بعد أن تثبت إدانة المتهم. وكحال جميع جوانب العدالة الجنائية فإن تطبيق العقوبات أخذ أشكالاً مختلفة على مدى التاريخ. فسابقاً حين كانت الحضارات تفتقر إلى المصادر اللازمة لإنشاء السجون
والمحافظة عليها كان الشكل الرئيسي للعقوبات هو النفي والإعدام. وتاريخياً كانت عقوبات تشوية السمعة والنفي تستخدم أيضاً كشكل من أشكال التوبيخ .
السجن هو نموذج العقاب الأكثر وضوحاً للعامة في العصر الحديث، فالسجون قد تكون بمثابة مراكز الاعتقال للسجناء بعد المحاكمة إذ تستخدم في حبس المتهمين. في البداية كانت السجون تستخدم في المقام الأول لعزل المجرمين، بعدها ظهرت بعض
الأفكار لتحسين لظروف المعيشة خلف القضبان؛ وفي أمريكا تنسب لحركة كويكر فكرة أن السجون يجب أن تستخدم في إصلاح المجرمين وتغييرهم للأفضل، ويمكن لذلك أيضاً أن يوضع في عين الاعتبار أثناء جلسة المناقشة بشأن الهدف من العقاب .
قد يلبي العقاب (في نموذج وقت السجن) العديد من الأهداف؛ أولها والأكثر وضوحاً هو أن حبس المجرمين يعزلهم عن عامة الشعب ويحد من قدرتهم على ارتكاب المزيد من الجرائم، وكذلك يوجد هدف جديد من أهداف عقوبات السجن وهو تقديم فرصة للمجرمين لإعادة تأهليهم، فالكثير من السجون الحديثة تقدم مدارس أو أعمال تدريبية للسجناء كفرصة لتعلم مهنة وبالتالي كسب لقمة العيش بعد خروجهم من السجن وعودتهم للمجتمع وكذلك فقد أوجدت المؤسسات الدينية تأثيراً في العديد من السجون بهدف تعليم الأخلاق وغرس الفضيلة في نفوس السجناء؛ وإذا تم الإفراج عن سجين قبل أن يكتمل وقته فإنه يفرج عنه كإطلاق سراح مشروط وذلك يعني أنه أفرج عنه ولكن القيد يكون أكبر من كونه شخص تحت المراقبة .
هناك العديد من اشكال العقاب الأخرى التي تستخدم عادة بالتزامن مع أو في مكان احكام السجن . الغرامات المالية هي واحده من اقدم اشكال العقاب المستخدمة لليوم . هذه الغرامات تدفع للدوله أو إلى ضحايا كشكل من التعويض . الاختبار والاقامه الجبريه هي أيضا عقوبات التي تسعى للحد من الهجرة والحد من الفرص له أو لها من ارتكاب الجرائم بدون وضعهم في منطقة السجن . علاوة على ذلك، قد تتطلب العديد من الولايات القضائيه شكلا من اشكال الخدمة العامة أو المجتمع كشكل للتعويض من اجل جرائم اقل . في التصحيحات، تضمن الإدارة اوامر المحكمة، واعتماد ماقبل الجملة التبعييه الكيميائية، تتعلق بمنتهك المخدرات باصدار حكم لاختبارات محدده البديل والعلاج تحدث عن المجرمين المحكوم عليهم باحكام لمكافحة المخدرات من إصدار الاحكام بالامتثال من الجاني البديل
لا يزال الإعدام أو عقوبة الإعدام مستخدمه في جميع أنحاء العالم وكذلك يعد استخدامها واحد من أشد الجوانب وطأة في نظام العدالة الجنائية، وبعض المجتمعات على استعداد لاستخدام الإعدام كشكل من أشكال السيطرة السياسية؛ بينما المجتمعات الأخرى تحصر الإعدام فقط على الجرائم الأكثر شرا ووحشية؛ ولا يزال آخرون قد حظروا هذه الممارسة كليا واعتبروا استخدام الإعدام قاسيا بشكل مفرط .

## الانضباط الاكاديمي
الدراسة الفنية للعدالة الجنائية تختلف عن دراسة علم الجريمة، والذي يشمل على دراسة الجريمة كظاهرة اجتماعية وأسباب الجريمة والسلوك الإجرامي وغيرها من جوانب الجريمة. ظهر هذا العلم كفرع أكاديمي في العشرينيات، البداية كانت مع قائد شرطة بيركلي أوقست فولمر الذي أسس برنامج العدالة الجنائية في جامعة كاليفورنيا، في عام 1916. واتم العمل تلميذه ويلسون الذي قاد الجهود التي ترمي إلى إضفاء الطابع المهني على عمل الشرطة والحد من الفساد. وأنشئت برامج أخرى في الولايات المتحدة في جامعات متعدده كجامعه إنديانا وجامعة ولاية ميشيغان وجامعة ولاية سان خوسيه، وجامعة واشنطن. اعتبارا من عام 1950، {حقيقة| وقدر عدد الطلاب الدارسين للعدالة الجنائية بأقل من 1,000.} وحتى 1960s، كان التركيز الأساسي للعدالة الجنائية في الولايات المتحدة على الشرطة وعلوم الشرطة.
ارتفعت معدلات الجرائم والمشكلات الاجتماعية لدرجة انها استحوذت على اهتمام كبير من الشارع العام في حقبة أوائل الستينات والسبعينات الميلادية (1960-1970م)، ونتيجة لذلك أوجدت عدد من القوانين والدراسات التي ارتكزت على المصادر الفيدرالية في البحث عن وسائل جديدة لمكافحة الجرائم، وقد قامت محكمة وارن (The Warren Court) (محكمة وارن تطلق على المحكمة العليا في عهد رئيس المحاكم العليا إيرل وارن Earl Warren) بإستحداث عدد من القوانين في إعادة التعريف بحقوق المواطن كما أحدثت تغييرات جوهرية فيما يتعلق بسلطة ومسؤوليات الشرطة والمحاكم، وقدأنتجت حقبة الدفاع عن الحقوق المدنية الكثر من التحديات القانونية والأخلاقية التي امتد أثرها إلى الوضع الراهن.
في أواخرالستينات الميلادية ومع تأسيس إدارة تعزيز قانون المساعدات (LEAA)فقد حدث تغير في السياسات بإصدار قانون الحد من الجرائم وسلامة الطرق في عام 1968م، وقد منحت الإدارة بحوث في علم الجرائم وركزت على الجهات الاجتماعية للجريمة، وفي حلول السبعينات الميلادية كان هناك 729 برنامج أكاديمي في علم الجرائم والعدالة الجنائية في الولايات المتحدة ويعود الكثير من الفضل إلى البرنامج الدراسي تعزيز القانون بتخريج ما يفوق 100 ألف طالب في حلول عام 1975م؛ ومع الوقت بدأ علماء العدالة الجنائية بإضافة علم الجرائم وعلم الاجتماع وعلم النفس مع غيرهم للمعرفة الشاملة لنظام العدالة الجنائية والسبب الأساسي للجريمة، والآن أصبح علم العدالة الجنائية يضم الجانب الاجتماعي إلى المهارات البوليسية العملية والتقنية.
وعادة تشمل برامج درجة العدالة الجنائية والتي تمتد في المؤسسات لأربع سنوات مواد دراسية في علم الإحصاء ومناهج البحث والعدالة الجنائية، والشرطة، ونظام المحاكم الأمريكية والمحاكم الجنائية والتصحيحات (القضايا التي يتم استدراكها) وتصحيحات المجتمع والإجراءات الجنائية والقانون الجنائي وعلم الضحايا وقضاء الأحداث بالإضافة إلى مجموعة متنوعة من المواضيع الخاصة وكما تقدم مجموعة من الجامعات درجة البكالوريوس في العلم الجنائي.

## التاريخ
تطور نظام العدالة الجنائية الحديث بشكل تدريجي منذ القدم، مع ظهور أنواع جديدة من العقوبات، تمت إضافة حقوق لمنتهكي القوانين والضحايا، ولتطوير أنظمة الشرطة . كشفت هذه التطورات عن أنماط التغير في التصرفات البشرية والأهداف السياسية والأوضاع الاقتصادية، ففي القديم وعلى مر العصور الوسطى كان النفي هو العقاب الشائع. وفي العصور الوسطى يكون دفع الدية للضحية أو أسرته بمثابة عقاب شائع آخر الذي يشمل جرائم العنف. وبالنسبة لأولئك الذين لا يستطيعون تحمل نفقة التخلص من العقوبة فإن العقوبات الصارمة تشمل العديد من أشكال العقاب البدني كالتشويه والوسم ووالجلد بالسوط بالإضافة إلى تنفيذ حكم المحكمة .
بالرغم من تواجد سجن «لو ستينتش» في بدايات القرن الرابع عشر في فلورنسا بإيطاليا إلا أن الاعتقال لم يكن منتشراً إلى حد كبير حتى القرن التاسع عشر. فقد بدأت أولى التحسينات الأخلاقية في الولايات المتحدة من قبل ويليام بين وذلك في نهايات القرن السابع عشر. وفي وقت ما تم تعديل قانون بينسيلفانيا الجنائي لمنع التعذيب الجسدي والأشكال الأخرى من العقوبات القاسية كما تم استبدال العقوبة البدنية بالمعتقلات والسجون . وقد أعيدت هذه التحسينات بعد وفاة بين في عام 1718م . وقد تمت إعادة هذه التحسينات في بنسلفانيا تحت ضغط مجموعة كواكر في آواخر القرن الثامن عشر، مما أدى إلى انخفاض ملحوظ في معدل الجرائم في بنسلفانيا. وقد أجرى باتريك كولكوهون وهنري فيلدينغ وآخرون إصلاحات عظيمة في آواخر القرن الثامن عشر وبدايات القرن التاسع عشر.

### الشرطة الحديثة
كانت أول قوة للشرطة الحديثة ذاع صيتها هي شرطة العاصمة لندن والتي قد أنشأت في العام 1829م وذلك بواسطة السير روبرت بيل وهي التي عززت الدور الوقائي لجهاز الشرطة كرادع للجريمة المدنية والشغب، أما في الولايات المتحدة الأمريكية فقد أنشأ أول أقسام الشرطة في بوسطن في العام 1838م وفي مدينة نيويورك في عام 1844م ولكن في السابق لم تكن الشرطة تحظى باحترام المجتمع بسبب الفساد المستشري به.
في العشرينيات، بدأت الشرطة بالاحتراف بقيادة مديري شرطة بيركلي في ولاية كاليفورنيا، أوغست فولمر (August Vollmer) وولسن (O. W. Wilson) من خلال تبني تقنيات جديدة والتركيز على التدريب ووضع كفاءة عالية لتعيين المتقدمين للعمل. وبالرغم من هذه الإصلاحات إلا أن وكالات الشرطة لم تزل تدار من قبل مدراء استبداديين وبقيت العلاقة بين المجتمع والشرطة غير ودية. وعقب الاضطرابات في المناطق الحضرية في الستينيات، انصب اهتمام الشرطة على التركيز على العلاقات بين أفراد المجتمع، وتطبيق الإصلاحات مثل تعيين المتقدمين من مختلف الأجناس، كما تبنت عدة وكالات بوليسية استراتيجيات بوليسية اجتماعية.
تطورت كومبستات في التسعينيات من قبل قسم شرطة نيويورك كنظام قائم على معلومات التعقب وتحديد مواقع الجرائم وأنماطها وإتجاهاتها، مع تحمل المسؤولية فيما يتعلق بالتعامل مع المشاكل الناتجة عن الجرائم. تكرر بعد ذلك مفهوم كومبستات في الولايات المتحدة وحول العالم، مع اتباع استراتيجيات الشرطة للتعرف على المشاكل والمخابرات والمعلومات.